# 11041 Fechner
11041 Fechner este un asteroid din centura principală de asteroizi.

## Descriere
11041 Fechner este un asteroid din centura principală de asteroizi. A fost descoperit pe 26 septembrie 1989 la Observatorul La Silla de Eric Walter Elst. El prezintă o orbită caracterizată de o semiaxă mare de 2,38 ua, o excentricitate de 0,10 și o înclinație de 6,8° în raport cu ecliptica.